# فنسنت ك. بروكس
فنسنت ك. بروكس (بالإنجليزية: Vincent K. Brooks)‏ هو ضابط أمريكي، ولد في 24 أكتوبر 1958 في أنكوريج في الولايات المتحدة.